# Le Crêt

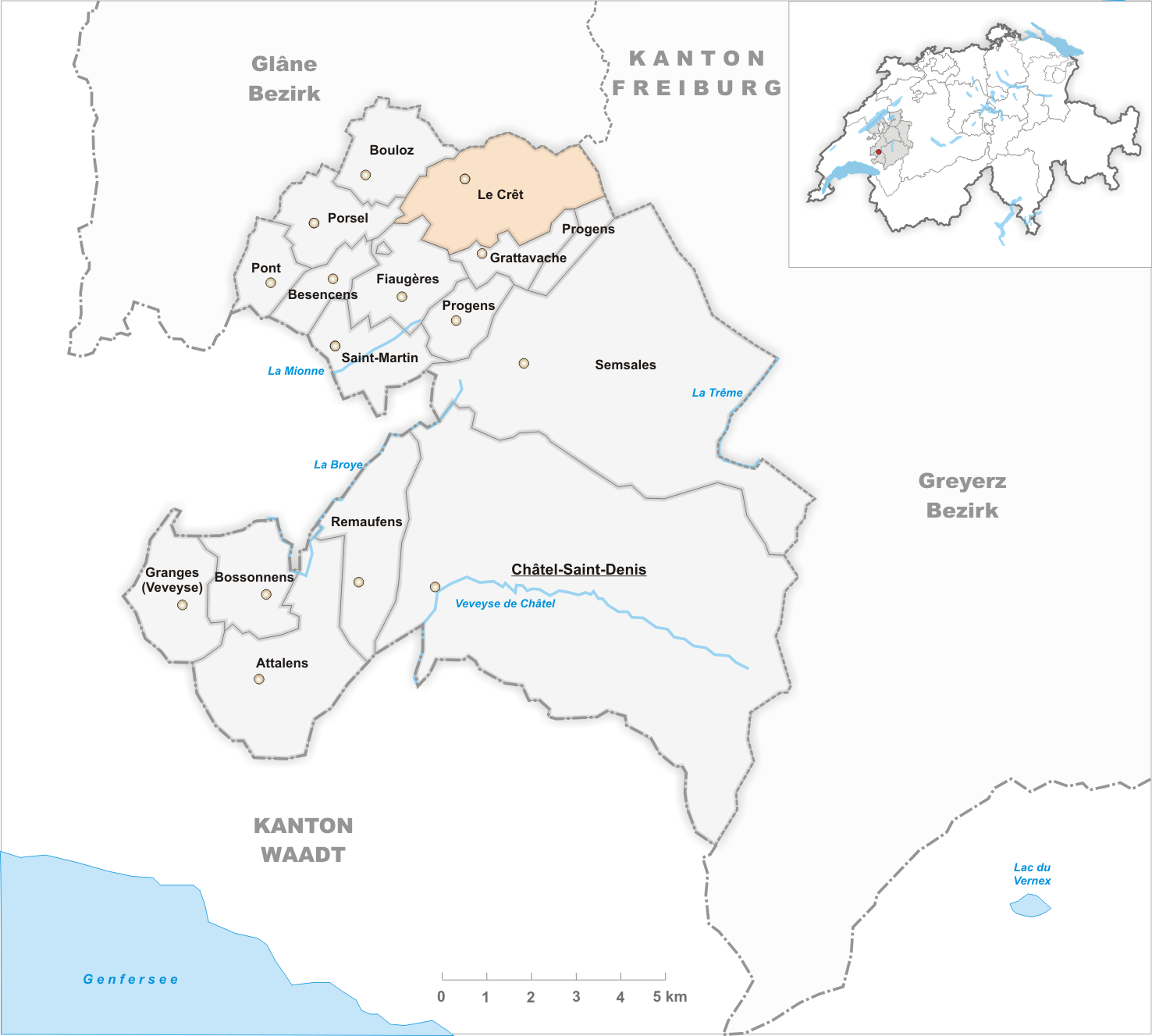
Gemeindestand vor der Fusion am 1. Januar 2004

Le Crêt (frz. [lə kʀɛ], auch Le Crêt-près-Semsales; fpr. [(o) ˈkrɛ]) ist eine Ortschaft und früher selbständige politische Gemeinde im Vivisbachbezirk des Schweizer Kantons Freiburg. Seit 2004 gehört Le Crêt zur Gemeinde La Verrerie, deren Gemeindeverwaltung sich in Le Crêt befindet.

## Geographie
Le Crêt liegt auf 916 m ü. M., elf Kilometer westlich von Bulle (Luftlinie). Das Dorf erstreckt sich an aussichtsreicher Lage auf einem breiten Höhenrücken zwischen den Talniederungen der Mionna im Süden und des Flon im Norden, im Molassehügelland des Alpenvorlandes im südwestlichen Freiburger Mittelland. Die ehemalige Gemeindefläche betrug rund 7,3 km². Das Gebiet umfasste den Höhenzug von Le Crêt, der bei Le Chalet auf 932 m ü. M. gipfelt und im Norden von der Talmulde des Flon begrenzt ist. Südlich an den Höhenrücken schliessen sich die unter Naturschutz stehende Moorniederung La Mosse d'en Bas an, die durch den Bach La Vaux zur Mionna entwässert wird. Auch die Waldhöhe Bois de Ban (929 m ü. M.) gehörte zu Le Crêt. Nach Osten reichte das Gebiet bis in die Quellgebiete von Neirigue und Sionge mit dem Wald Joux à Britse (874 m ü. M.).

## Bevölkerung
Mit 414 Einwohnern (2002) zählte Le Crêt vor der Fusion zu den kleinen Gemeinden des Kantons Freiburg. Die Gemeinde hatte 1900 469 Einwohner, 1980 nach starker Abwanderung nur noch 353 Einwohner. Zur Streusiedlungsgemeinde Le Crêt gehörten auch die Weiler Brémudens (893 m ü. M.) auf der Höhe über dem Tal der Mionna und Montborget (890 m ü. M.) im Quellgebiet der Neirigue sowie mehrere Hofsiedlungen und Einzelhöfe.
Einwohnerzahlen: Volkszählungsdaten

## Wirtschaft
Le Crêt war bis in die zweite Hälfte des 20. Jahrhunderts ein vorwiegend durch die Landwirtschaft geprägtes Dorf. Besonders während der beiden Weltkriege wurde im Moor von Le Crêt Torf gestochen. Noch heute haben die Milchwirtschaft, die Viehzucht und in geringerem Mass der Ackerbau einen wichtigen Stellenwert in der Erwerbsstruktur der Bevölkerung. Weitere Arbeitsplätze sind im lokalen Kleingewerbe und im Dienstleistungssektor vorhanden, unter anderem in Betrieben der Holzverarbeitung. In den letzten Jahrzehnten hat sich Le Crêt dank seiner attraktiven Lage auch zu einer Wohngemeinde entwickelt. Viele Erwerbstätige sind deshalb Wegpendler, die hauptsächlich in den Regionen Bulle und Oron arbeiten.

## Verkehr
Das Dorf liegt nahe der Hauptstrasse von Bulle nach Oron-la-Ville. Der nächste Anschluss an die Autobahn A12, die seit 1981 von Bern bis Vevey durchgehend geöffnet ist, befindet sich rund 6 km vom Ortskern entfernt. Durch die Buslinien, die von Romont und Châtel-Saint-Denis nach La Verrerie verkehrt, ist Le Crêt an das Netz des öffentlichen Verkehrs angebunden.

## Geschichte
Im Mittelalter hatten die Herren von Oron und die Kastlanei von Rue Güter und Ländereien auf dem Gebiet von Le Crêt. Im 14. Jahrhundert kam die Gegend durch einen Erbgang an die Grafen von Greyerz und ging nach dem Konkurs des letzten Grafen von Greyerz 1555 in den Besitz von Freiburg über, wo sie der Vogtei Rue zugeordnet wurde. 1657 ist erstmals die commune de Crest urkundlich bezeugt; der Ortsname bedeutet ‚Erhebung, Hügel, Spitze, Abhang‘.
Nach dem Zusammenbruch des Ancien Régime (1798) gehörte das Dorf während der Helvetik und der darauf folgenden Zeit zum damaligen Bezirk Rue, bevor es 1848 in den Bezirk Veveyse eingegliedert wurde. Im Rahmen der vom Kanton Freiburg seit 2000 geförderten Gemeindefusionen votierten die Stimmberechtigten von Le Crêt im September 2003 einstimmig für die Fusion ihrer Gemeinde mit Grattavache und Progens. Mit Wirkung auf den 1. Januar 2004 entstand deshalb die Gemeinde La Verrerie, die nach der ehemaligen Glashütte benannt wurde. Die Gemeindeverwaltung befindet sich in Le Crêt.

## Kirche
Le Crêt besitzt seit 1663 eine Kapelle und wurde 1665 eine selbständige Pfarrei; vorher gehörte es zur Kirchgemeinde Saint-Martin. Ihre heutige Gestalt erhielt die Pfarrkirche beim Neubau, der im Jahr 1889 geweiht wurde.